# ایکوما-یاما
ایکوما-یاما (به ژاپنی: 生駒山, Ikoma-yama)، کوهی است که در مرز استان نارا و استان اوساکا در ژاپن واقع شده است.